# Huichon
Hŭich'ŏn är en industristad i provinsen Chagang i Nordkorea. Befolkningen uppgick till 168 180 invånare vid folkräkningen 2008, varav 136 093 invånare bodde i själva centralorten.